# ボリバープラーツ
ボリバープラーツ、ないし、ボリバル広場 (Bolivarplaats) は、ベルギー・アントウェルペンのザウト＝ミュージウム (Zuid-Museum) 地区にある、自動車の乗り入れが規制されている広場。
「蝶の宮殿 (vlinderpaleis)」と通称される裁判所の建物ゲレヒツゲバウ・アントウェルペン (Gerechtsgebouw Antwerpen) の大きな階段の下には、トラム（路面電車） (Antwerpse tram) のプラットホームが2面あって12番路線のターミナルとなっており、以前は8番路線もここをターミナルとしていた。

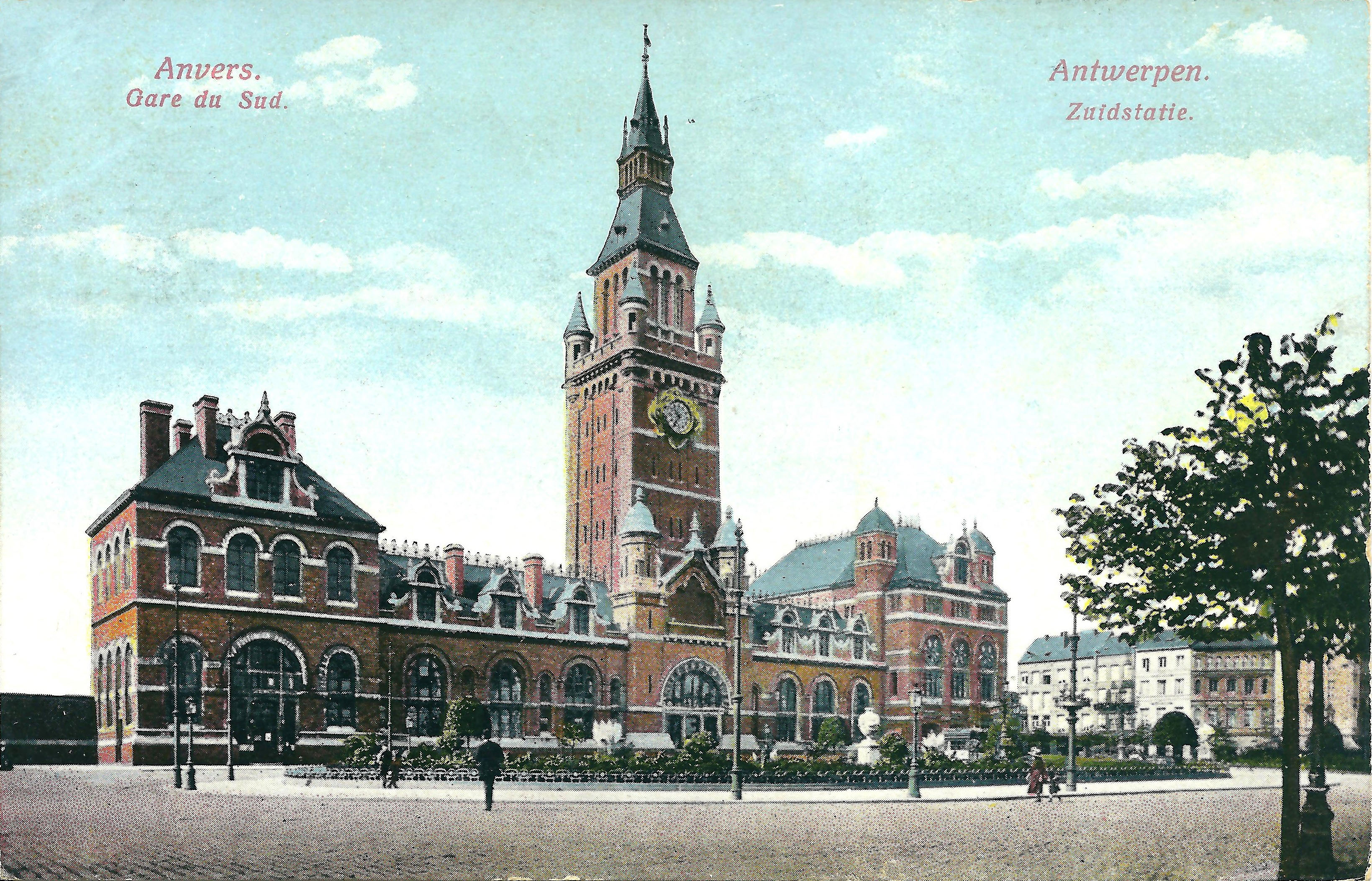
1911年以前に作成された絵はがきに描かれた、アントウェルペン南駅があった当時のボリバープラーツ。

現在の裁判所の位置には、1878年にアントウェルペン南駅 (Station Antwerpen-Zuid) が開業し、1965年に現在地へ移動するまで存続していた。駅の跡地に建てられた現在の裁判所は、イギリスの建築家リチャード・ロジャースの設計により、2006年に完成した。
広場に面してところには、テラスを構えたカフェや、レストランがある。ナイトクラブであった Zillion の跡や、高等専門学校のひとつである Karel de Grote-Hogeschool は、この広場からすぐ近くの場所にある。
広場の下には高速道路A112としてホリバル・トンネル (Bolivartunnel) が通っており、（大通りであるデ・レイエン (De Leien) の一部を成す）アメリカレイ (Amerikalei) と、アントウェルペン環状道路であるR1、高速道路A12（ブリュッセル方面）やA112（ヘント方面）を接続している。
この広場は、パフォーマンスの会場として用いられることもあり、広場の名称は、南アメリカにおける自由の闘士であったシモン・ボリバルから名付けられている。
2009年、広場の中に、ロール・ダーズ（Roel D'Haese、1921年 - 1996年）が1987年に制作したヤン・デ・リヒテ（Jan de Lichte、1723年 - 1748年）の像が設置された。
歴史遺産地区に近接するこの広場の役割は、中心市街地南部における公共交通の乗り換え地点としての改善が期待されており、周辺では様々な開発計画が進められている。

## 将来計画
広場の縁を通る形になっている環状道路は、将来、裁判所の裏手を通るように付け替えられる予定である。
現在、広場を周回しているトラムの終端用ループ線は、470mの路線をブリュッセルストラート (Brusselstraat) 経由で新設して、現在のアントウェルペン南駅まで延伸される。その際には、バスターミナルも新設される。
広場とアントウェルペン南駅の間には、緑地公園であるコネインエンウェイ (Konijnenwei) があり、埠頭とケネディ・トンネル (Kennedytunnel) の間には新たな住宅地区ニュー・ ザウト (het Nieuwe Zuid) が建設される予定である。
加えて、ボリバープラーツからニュー・ ザウトまで、さらにペトロレウム＝ザウト (Petroleum-Zuid) やシェルデカーイエン (Scheldekaaien) まで。トラムを延伸する計画もある。